# NGC 7563
NGC 7563 ist eine Balken-Spiralgalaxie mit aktivem Galaxienkern vom Hubble-Typ SBa im Sternbild Pegasus nördlich der Ekliptik. Sie ist schätzungsweise 194 Millionen Lichtjahre von der Milchstraße entfernt und hat einen Durchmesser von etwa 105.000 Lichtjahren.
Im selben Himmelsareal befinden sich u. a. die Galaxien NGC 7535, NGC 7536, NGC 7559, NGC 7570.
Das Objekt wurde am 19. Oktober 1784 von Wilhelm Herschel entdeckt.